# Distretto di Nanqiao
Il distretto di Nanqiao (南谯区S, Nánqiáo QūP) è un distretto della Cina, situato nella provincia dell'Anhui.